# صوفيا (فلم)
صوفيا هو فيلم مغربي-فرنسي من إخراج مريم بن مبارك سنة 2018، وبطولة كل من مهى العلمي، لبنى أزابال، سارة بيرلس، فوزي بنسعيدي، وغيرهم.

## القصة
تحكي قصة الفيلم عن شابة عشرينية تعيش مع والديها في الدار البيضاء، يحدث أن تقع في حمل خارج إطار الزواج، وعند الوضع، تمنح لها إدارة المستشفى 24 ساعة فقط لإحضار والد الطفل، قبل إخبار السلطات الأمنية وإيداعها السجن.